# Masktörnskata
Masktörnskata (Lanius nubicus) är en törnskata inom släktet Lanius. Den häckar i sydöstra Europa och i ett område öster om Medelhavet, med en separat population i östra Irak och västra Iran. Det är flyttfågel som huvudsakligen övervintrar i nordöstra Afrika. Även om det är en kortflyttare uppträder den ofta utanför sitt normala utbredningsområde, bland annat i norra och västra Europa. Masktörnskatan är den minsta arten inom sitt släkte. 
Den är långstjärtad och har krökt näbbspets. Hanen är framför allt svart på ovansida, med vit kind, panna och ögonbrynsstreck, vita skuldror och handbasfläckar. Strupen och undersidan är vita, med mättat orange kroppssida och bröst. Honans fjäderdräkt är en mattare version av hanens, med brunsvart ovansidan och grå- eller brungultonade skuldror och undersida. Juvenil fågel har gråbrun ovansida med blekare panna och är streckad från huvud till övergump. Vidare har den vit undersida och bruna vingar utöver de vita fläckarna på vingpennorna. Artens olika läten är korta och samtal är korta och gnissliga, men sången har melodiska sångarliknande komponenter.
Masktörnskatan föredrar öppen skogsmark med buskar och enstaka stora träd. Den är mindre iögonfallande än många av sina släktingar, undviker mycket öppna habitat och sitter ofta på mindre exponerade platser. Boet är prydligt, skålformat och placeras i ett träd. Båda könen bygger boet tillsammans och kullen består nprmalyt av 4-6 ägg, som ruvas av honan i 14-16 dagar. Ungarna matas av båda föräldrarna tills de är flygga efter 18-20 dagar, och förblir beroende av de vuxna i cirka 3-4 veckor efter att de lämnat boet. Masktörnskatan äter främst stora insekter och ibland små ryggradsdjur. Ibland spetsar den sitt byte på törnen eller taggtråd. Populationer minskar i delar av det europeiska utbredningsområdet, men inte tillräckligt snabbt för att arten ska bedömas som hotad, utan kategoriseras som livskraftig (LC) av IUCN.

## Systematik
Törnskatorna är slanka, långstjärtade tättingar, där merparten placeras i släktet Lanius. De har kort hals, rundade vingar och en nedåtböjd näbbspets. De flesta arter förekommer i öppna habitat. Släktskapet mellan masktörnskata och övriga arter i släktet Lanius är oklart. Brun törnskata, törnskata, isabellatörnskata och tropiska arter som somaliatörnskata har alla föreslagits som dess närmsta släkting. Masktörnskatan delas inte upp i några underarter.
Masktörnskata beskrevs vetenskapligt 1823 av den tyska upptäcktsresande och naturvetaren Martin Lichtenstein under sitt nuvarande vetenskapliga namn. Lanius är latin och betyder "slaktare" och refererar till vissa törnskators vana att spetsa sitt byte på törnen och liknande, vilket påminner om hur slaktaren hänger upp köttet på köttkrokar. Artepitetet nubicus betyder "Nubisk", det vill säga "från nordöstra Afrika". Oberoende av Lichtenstein beskrevs arten även 1824 av den holländska zoologen Coenraad Temminck under namnet Lanius personatus, från latinets personatus som betyder "maskerad", vilket, precis som det svenska trivialnamnet refererar till dess utseende. Ett senare synonym från 1844 var L. leucometopon från grekiskans leukos, som betyder "vit", och metopon, som betyder "panna", vilket beskriver ett distinkt inslag i huvudteckningen.

## Utseende

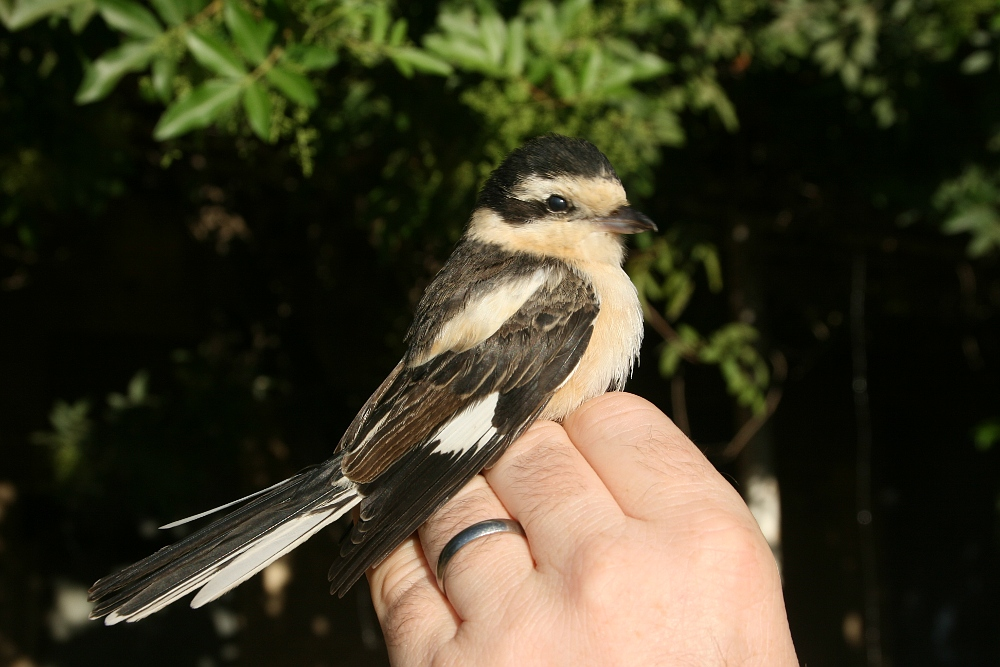
Hona i Israel.

Masktörnskatan är den minsta arten inom sitt släkte. Den är en slank fågel som mäter 17–18.5 cm, har ett vingspann på 24–26.5 cm och mäter vanligtvis 20–23 gram. Den är långstjärtad och har en relativt liten näbb, som på varje sida har en så kallad tomial, en skärtand som består av en trekantig ås på övre näbbhalvan som passar en motsvarande skåra i den nedre näbbhalvan. Denna anpassning återfinns annars bara hos falkar.
Adult hane är till största delen svart på ovansidan med vit kind, panna och ögonbrynsstreck. Skuldrorna är vita och den har stora vita handbasfläckar, och de yttre stjärtpennorna är också vita. Bröst och undersida är vit med mättat orange kroppssida. Den iris är brun, näbben svart och benen mörkbruna eller svarta. Honan är en mattare version av hanen, med brunsvart ovansida och med en grå- eller brungul ton på de ljusa skuldrorna  och undersidan. Juvenil fågel har gråbrun ovansida som är mörkt vattrad, vattrat huvud, blekgrå panna, randat vit undersida och bruna vingar med vita handbasfläckar.
Masktörsnakatan påminner mest om rödhuvad törnskata, men är mindre, smalare och har längre stjärt. Adulta fåglar av de båda arterna är lätt att urskilja, eftersom masktörnskatan har vitt på huvudet och mörk övergump, medan rödhuvad törnskata har svart hjässa, roströd nacke och vit övergump. Juvenila fåglar är mer lika varandra, men masktörnskatan har längre stjärt, blekare ansiktet och gråbrun rygg och övergump, medan rödhuvad törnskata har sandfärgad rygg och ljusgrå övergump.
Juvenil masktörnskata ruggar huvud, kropp och vissa vingpennor ett antal veckor efter att de kläckts och anlägger då sin första vinterdräkt. Den adulta fågeln genomför en komplett ruggning efter häckning till vinterdräkt. I båda fallen, om inte processen är färdig innan flytten så stannar den upp och avslutas ui vinterkvarteret.

### Läte
Vid oro har masktörnskatan ett hårt, gnisslande, lite beckasinlikt, tjäähr som kan repeteras med andra korta torra och gnissliga läten. Varningslätet är ett torrt smattrande krrrr. Den kan klippa med näbben när den är upphetsad. Sången är förvånansvärt mjuk för att bara en törnskata med invävda tjattrande läten. Den påminner om sången från Hippolais-arter, speciellt olivsångare och eksångare, en cykliskt, ganska monoton och sträv strof. Sällsynt förekommer det att hanen sjunger i flykten.

## Utbredning

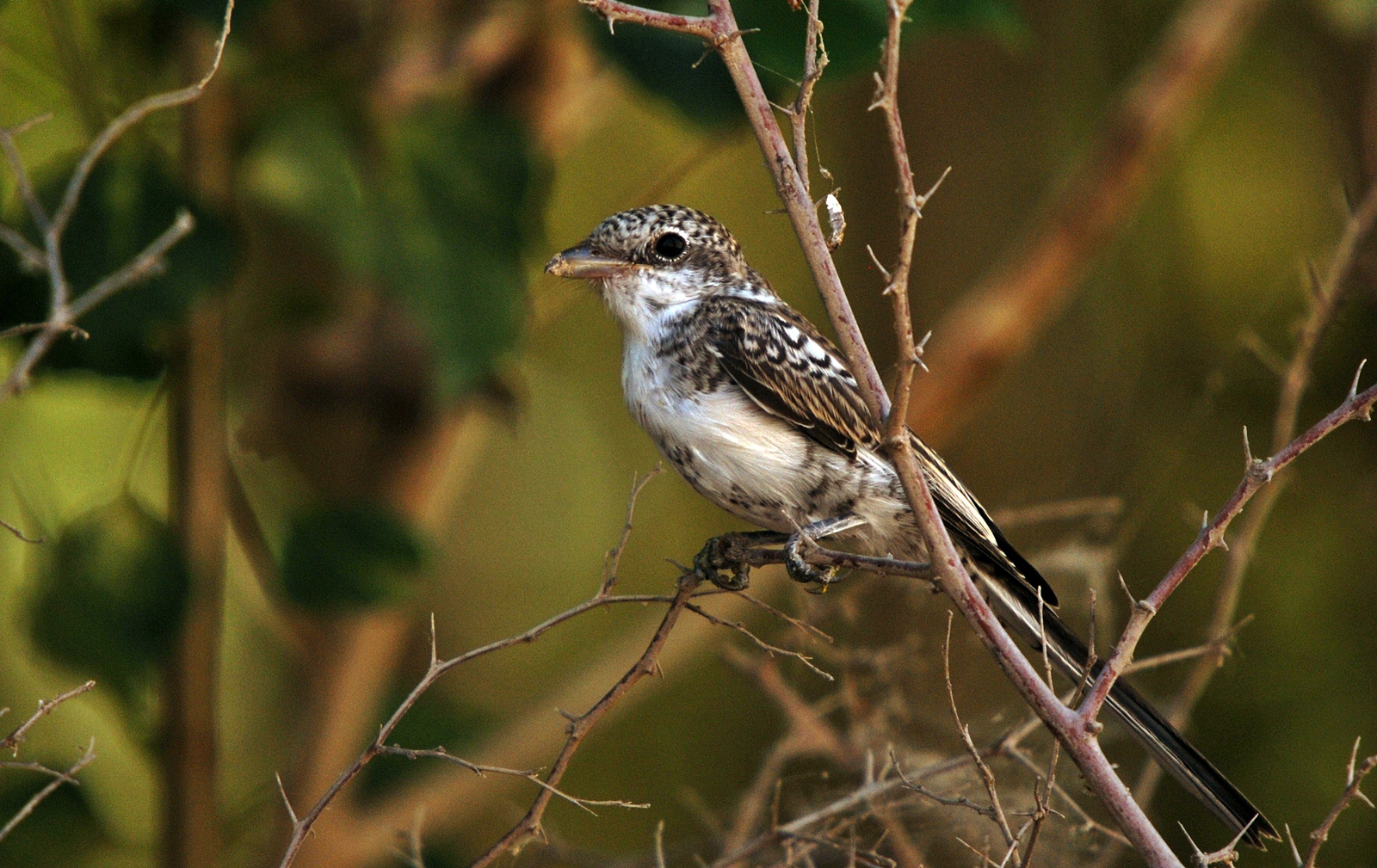
Juvenil.

Masktörnskatan är en flyttfågel som häckar på Balkan, nordöstra Grekland, på vissa grekiska öar, Turkiet, Cypern och från Syrien söderut till Israel. Den häckar även i östra Irak och västra Iran. Gränserna för det västra utbredningsområdet är oklart, det kan omfatta Afghanistan och norra Saudiarabien. Den övervintrar söder om Sahara, främst i Tchad, Sudan och Etiopien. Mindre antal förekommer väster om detta område, till östra Mali och Nigeria, och i norra Kenya och södra Saudiarabien. Majoriteten lämnar häckningsområdena i slutet av augusti september, och återvänder mot norr i februari och mars.
Arten observeras i Egypten, Jordanien and Israel i högre utsträckning på våren än på hösten, vilket antyder att flytten söderut är koncentrerad till områden längre österut. Under flytten håller fåglarna små revir på cirka 0.5 hektar och, till skillnad från andra törnskator, kan de samlas i ansenliga flockar. Mer än 100 individer har sett på en lokal i Israel, med fem fåglar i en och samma buske. Utanför sitt vanliga utbredningsområde har arten observerats i Algeriet, Finland, Kenya, Libyen, Spanien, Sverige, Mauretanien och Turkmenistan. Masktörnskata har vid minst tre tillfällen observerats i Storbritannien, och två individer i Armenien.

## Ekologi
Masktörnskatan lever ensamma, eller i par under häckningen, nen bildar flockar under flyttningen. Under häckningen upprätthåller den ett revir på 2–5 hektar, och den är även revirhävdande i sitt vinterkvarter, där reviret är ungefär 3 hektar. Den uppträder ganska orädd mot människor, och uppträder aggressivt mot artfränder och andra fåglar som befinner sig inom reviret. Merparten törnskator sitter ofta på höga exponerade grenar under hela året men masktörnskatan använder bara denna typ grenar i början av häckningssäsongen och väljer annars lägre mer skyddade sittplatser. Dess sittställning är upprätt, samtidigt som den ofta rycker med stjärten. Flykten är lätt och smidig. Det finns observationer av hur masktörnskatan spelar skadad när den fångats.

### Habitat
Masktörnskatan föredrar öppen skogsmark med buskar, gläntor och enstaka större träd. Till skillnad från sina släktingar undviker den mycket öppna habitat med liten växtlighet. Den nyttjar även fruktodlingar och annan odlingsmark med lämpliga gamla träd eller stora häckar. Den förekommer på lågland och bergsområden upp till 1000 meter över havet. I vissa områden häckar den på högre höjder, upp till 2000 meter. På flytten uppträder den i trädgårdar och mer bebyggda områden och i vinterkvarteren uppehåller den sig i liknade habitat som under häckningen med taggiga buskar och stora träd, som acacia eller eucalyptus.

### Häckning

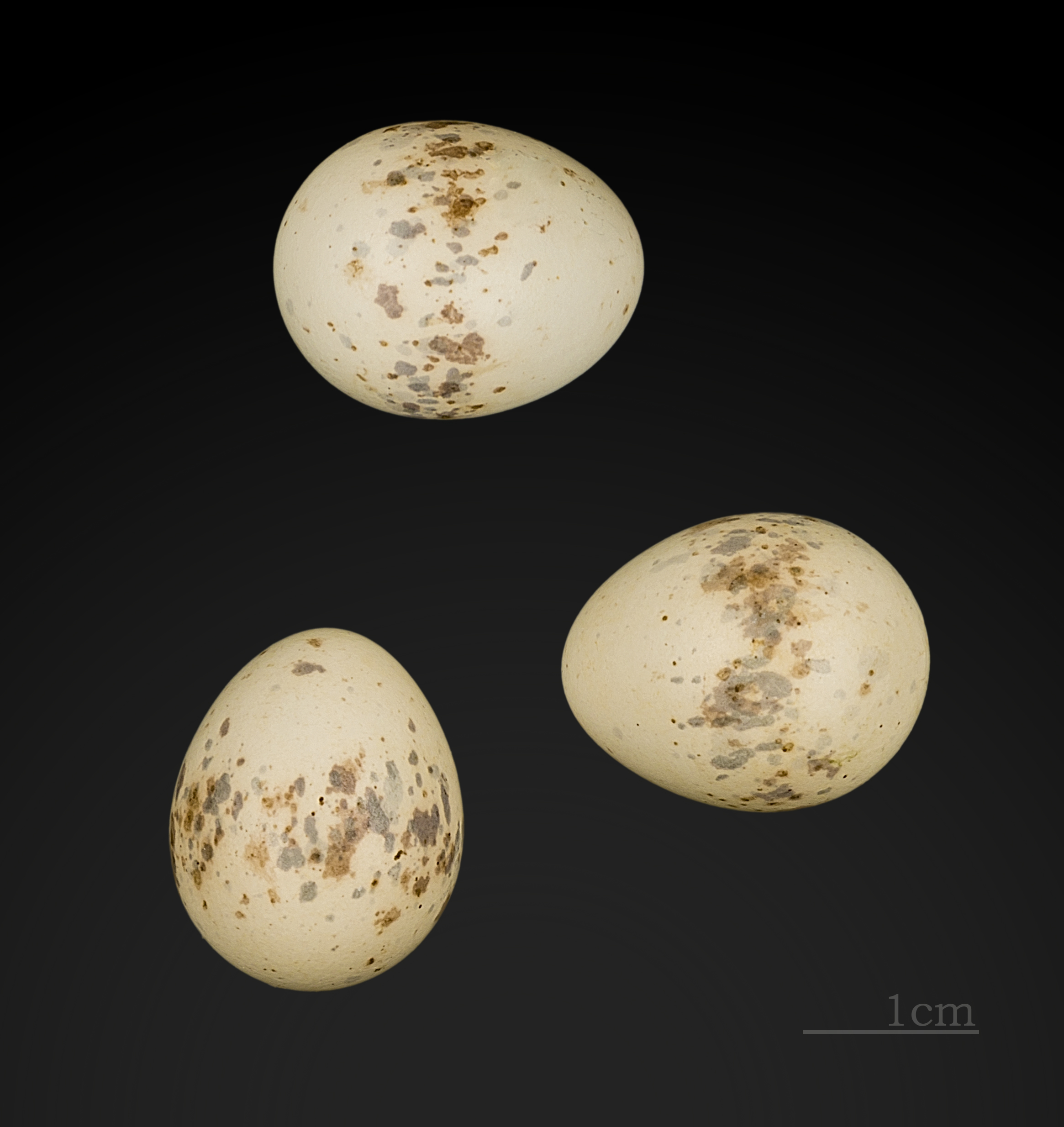
Ägg ur samlingen vid Muséum de Toulouse.

Hanen sjunger från högt belägna sittplatser inom reviret från början av april, ibland i högljudd konkurrens med hanar i grannskapet. Uppvaktningen av honan, som ofta ackompanjeras av sång, inleds med att hanen sitter mycket upprätt på en väl synlig plats och skakar på vingarna. Detta följs av att hanen tar sig ned från grenen samtidigt som han bugar. Hanen kan även visa upp sig med en fladdrande zickzackflykt. Honan matas ibland av hanen samtidigt som hon breder ut sina vingar och utstöter tiggläten. Delar av detta uppvaktningsbeteende återfinns hos andra arter av törnskata, men att kliva ned, tillsammans med bugningen verkar vara en unik detalj inom familjen.
Boet byggs av paret och består av en prydlig liten skål av rottrådar, och kvistar, som fodras med ull och hår och kläs på utsidan med lav. Boet placeras i ett träd 1,5–10 meter över marken  och är i genomsnitt 170 mm i diameter och 65 mm hög, där själva skålformen invändigt är 75 mm i diameter och 35 mm djup. Äggen läggs i april till juni, på lågland främst i maj och i bergsområden ungefär en månad senare. Om häckningen misslyckas läggs en andra kull i juni eller juli, och andrakullar även vid en första lyckad häckning verkar vara vanliga, ivarjefall i vissa områden. Det första boet rivs och materialet används för att bygga ett andra bo om häckningen misslyckas. Äggen mäter i genomsnitt 20x16 mm och kan ha olika färg, där bottenfärgen är grå, krämfärgad  eller gul, med diffusa grå stänk och med en ring av bruna prickar. Kullen består vanligtvis av 4–6 ägg, som ruvas av honan i 14–16 dagar. De duniga ungarna är bostannare och tas om hand av båda föräldrarna tills de är flygga 18–20 dagar senare. Efter det är ungarna beroende av föräldrarna i ytterligare 3–4 veckor. Masktörnskatan häckar under sitt andra kalenderår. Artens medellivslängd är okänd.
Typiska predatorer som tar ungfåglar är katt och kråka. Masktörnskata kan även infekteras av parasiter, som en nematod inom familjen Thelaziidae som angriper ögonen, fästingen Hyalomma marginatum, och minst två arter av blodparasiterna Haemoproteus.

### Föda
Precis som sina släktingar födosöker masktörnskatan sittande från en pinne, ofta från en höjd av 3–8 meter, dock från en mindre exponerad plats än de som fördras av anddra törnskator. Bytet tas ofta från marken, men ibland tar den även byten från löv eller flygande i luften med en smidig flykt, likt en flugsnappare. Bytet kan spetsas på törnen eller taggtråd både som ett skafferi, för att kunna konsumeras direkt eller senare, men även för att fågeln ska kunna slita sönder kroppen med näbben då den, likt många andra tättingar har ganska svaga ben. Förr trodde man att detta endast gjordes av hanar under häckningstid men det stämmer inte. Masktörnskata av båda könen spetsar byten även under flytt och i vinterkvarter. Enstaka individer kan ty sig till en människa och följa och fånga byten i närheten av exempelvis en trädgårdsmästare.
Masktörnskatan lever framförallt av stora insekter, även om den även tar andra leddjur och små ryggradsdjur. Törnskator äter upp sig inför flytten, men i mycket mindre utsträckning än andra tättingar, eftersom de kan födosöka på vägen, och ibland tar andra trötta flyttfåglar. Trots sin relativt ringa storlek, har masktörnskatan observerats döda arter som ärtsångare och stubbstjärtseglare. Ryggradslösa djur dödad med ett slag med näbben i nacken, och näbbens tomialtänder används sedan för att separera halskotorna.

## Status och hot
Internationella naturvårdsunionen (IUCN) uppskattar den europeiska populationen av masktörnskata till mellan 105 000–300 000 individer, vilket ger att den globala populationen uppgår till 142 000–600 000 fåglar. Även om artens utvecklingstrend är negativ så är inte minskningen så pass allvarlig för att den ska bedömas som hotad. Den stora globala populationen och det stora utbredningsområdet som uppskattas till 353 000 km2, gör att den kategoriseras som livskraftig (LC) av IUCN.
Populationen har minskat i Europa under de senaste årtionden, men i Bulgarien, Grekland och Cypern finns fortfarande tusentals häckande par. Turkiet har en av de största populationerna med 90 000 par. Arten minskar i Grekland och Turkiet på grund av habitatförluster och en kraftig minskning i Israel tros bero på insektsgifter. I Somalia är arten numera sällsynt. Flyttande fåglar jagas i länder runt östra Medelhavet, trots att det är olagligt i de flesta länder, och i viss utsträckning förföljs arten även på häckningsplats i Grekland och Syrien, där den tros föra olycka med sig. Det finns indikationer på att masktörnskatan håller på att anpassa sig till odlingar istället för skogsmark, vilket skulle kunna vara positivt för populationen på lång sikt.